# 야율초재

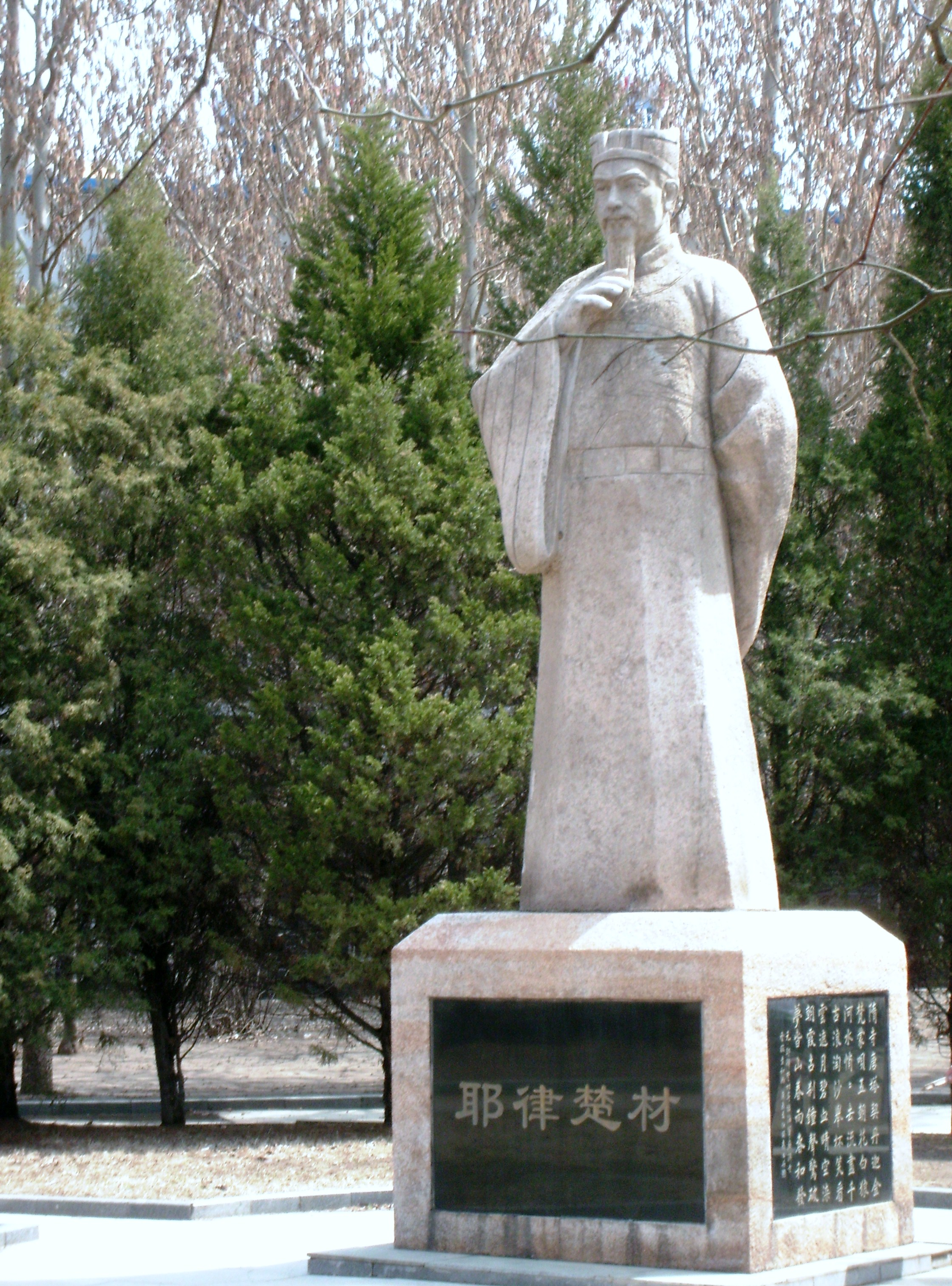
랴오닝성 진저우시의 야율초재 석상.

야율초재(耶律楚材, 1190년 7월 24일(음력 6월 20일) ~ 1244년 6월 20일(음력 5월 14일))는 몽골 제국의 정치가이자 지식인으로 자는 진경(晉卿)이다. 학문이 뛰어나서 칭기즈 칸이 아낀 인물이다. 수염이 아름다웠다고 한다.

## 생애

### 어린 시절
야율초재는 금(金)의 수도 중도(中都, 지금의 베이징)에서 태어났다. 그의 부친은 《춘추좌씨전》 양공 26년조에 나오는 "초(楚)나라에 인재가 있는데 진(晉)나라에서 이를 데려다 썼다"(雖楚有材，晉實用之)라는 전고(典故)을 따라 아들 이름으로 삼았다고 한다.
야율초재의 집안은 옛 요(遼, 거란)의 태조(太祖) 야율아보기(耶律阿保機)의 장남인 동단국(東丹國) 회왕(懐王, 의종義宗 ･ 천양제天譲帝) 야율돌욕(耶律突欲)의 8세 손으로, 요의 종족(宗族) 출신이자 거란인인데, 대대로 중국의 문화에 친숙하여 한화(漢化)된 가계(家系)였다. 요 왕조가 금에 멸망한 뒤에는 금 왕조를 섬겼으며, 할아버지 야율율로(耶律聿魯), 아버지 야율복(耶律履)은 금의 제도에 따라 재상급의 중직인 상서우승(尚書右丞)에까지 올랐다. 야율초재는 그의 아버지가 고령에 얻은 셋째 (막내) 아들이었으며, 세 살 때에 아버지가 61세로 사망하였으므로 한인(漢人) 출신인 어머니 양씨(楊氏)에게 엄한 교육을 받았다. 모친의 영향으로 학문에 힘썼다. 야율초재의 어머니는 사람이 공부를 하지 않는 것은 짐승과 같다며 학문을 권했다고 한다. 또한 이복형 야율변재(耶律弁才) ・ 야율선재(耶律善才)는 야율초재와는 20살 넘게 차이가 났고, 그는 생모와 함께 그의 형들로부터 양육받았다.
성인이 되어 야율초재는 재상의 아들로써 과거가 면제되었고, 대체 시험을 수석으로 통과하고 상서성(尚書省)의 하급관료로 임관하였다. 

### 포로와 중용
몽골 제국이 금에 쳐들어 왔을 때는 수도 중도에서 좌우사원외랑(左右司員外郎)을 맡고 있었는데, 1214년에 중도가 함락되고 포로가 되었다. 야율초재는 명문 출신에 키가 크고 수염이 길었으며 태도가 당당하였고, 중국의 천문학과 복점(卜占)에 능통하였기 때문에 칭기즈 칸의 눈에 들어, 중국어 담당 서기관(비치크치)가 되어 칸의 측근으로서 출사하게 된다. 1219년부터 시작된 몽골 제국의 중앙아시아 원정에도 칭기즈 칸의 본대를 수행하며 칸의 측근에서 점성술사로서 일했고, 서역에서 약 6년을 머무르면서 각지의 길·마을·산천·산물과 도중에서 겪은 체험과 시작(詩作)을 《서유록》(西遊錄)으로 남겼다.
칭기즈 칸이 죽은 뒤에 후계자 자리를 놓고 쿠릴타이가 열렸을 때, 칭기즈 칸의 유지를 존중하여 우구데이를 세울 것을 설득하였고, 우구데이의 즉위에 크게 공헌하였다. 다만 몽골 귀족이 아니었던 야율초재가 쿠릴타이에 출석해 발언권을 행사하는 것은 무리였고, 이 일화는 중국에서 편찬된 《원사》 등의 사료에만 전해지는 이야기로써 그 신빙성이 의심되고 있다.
툴루이 칸이 감국으로 있을 때 야율초재는 정복지의 백성을 모두 죽이면, 누구에게 세금을 걷고, 노동력을 어떻게 확보할 것이냐며 항의했다. 야율초재는 그에게 한나라 초기의 사상가 육가(陸賈)의 서적을 들어 내치에도 힘쓸 것을 권고했다.

### 몽골 제국의 재상
우구데이 칸이 제위를 계승한 후 야율초재는 새로운 칸의 서기로 출사하였으며, 중국어로 중서성이라 불리는 서기 기구의 간부가 되어 북중국 금의 옛 영토에 대한 통치를 도왔다. 야율초재는 어느 몽골 군인이 화북의 대평원을 모조리 사람 없는 곳으로 만들면 유목하기 적합한 토지가 될 것이라며 포로로 잡은 중국인들을 모두 죽여버리자고 진언하였을 때 이를 제지하면서 중국인 포로들을 몽골식 제도를 반영한 만호(萬戶, 튀멘)라 불리는 집단으로 나누어 세 개의 만호를 두고 각 만호마다 농민, 기술자 등의 직업에 따라 크게 구별한 호적을 작성하고 호(戶) 단위로 과세하는 중국식 세금 제도를 도입하게 하였다. 또한 군(軍)과 민(民)을 분리시켜 주군(州郡)의 장리(長吏)는 민정을 담당하고 만호부(萬戶府)는 군정을 총괄하게 할 것을 주장했다. 새로운 제도의 도입으로 몽골 제국은 정주민으로부터 안정되게 높은 세금을 거둘 수 있게 되었고, 우구데이는 이에 감탄하며 초재를 칭찬하였다고 한다.
1234년에 몽골 제국이 금을 최종적으로 멸망시키고 북중국을 병합한 뒤에는 중국식으로 전 영토를 칸의 직할령으로 삼기 위해 몽골 귀족에게 정복한 영토를 나누어 주는 것을 반대하였으나 이는 묵살되었다. 또한 유학(儒學)을 가업으로 하는 집안을 「유호」(儒戸)로 지정하는 제도를 고안하고 세금을 감면시켜주는 대신 유교 학문과 제사를 행하게 하였고 실무 관료층의 공급원으로 삼았다. 우구데이는 정복된 중국의 역대 왕조에서 행해오던 대로 유교의 창시자인 공자(孔子)의 자손을 보호하였는데, 이 또한 야율초재의 진언에 의한 것이었다고 전한다. 몽골군이 금의 최후의 수도인 변경을 함락시켰을 때 항복하지 않은 성민(城民)을 모두 학살하자는 주장에 반대했다. 또 문화·교육의 진흥과 유학의 채택을 주장했다. 관직은 중서령(中書令)에 이르렀으며, 원대의 개국 규모는 그에 의해 많이 결정되었다.

### 생애 후반
그러나 우구데이 만년에는 서아시아식으로 사람을 둔위로 해서 과세하는 인두세 제도를 중국에 도입할 것을 주장하는 중앙아시아 출신의 무슬림 재무 관료층이 대두하여 중국식 행정에 대해 간섭하게 되었고, 전통적으로 중국식 통치 시스템을 유지하고자 했던 야율초재 등의 파벌과 대립하게 되었다. 결국 서아시아 재무관료로 임명된 쪽이 단순하게 세수를 확보하기 더 쉽다는 이유로 몽골인들은 그들을 중용하게 되었고, 야율초재 등은 신임을 잃게 되었다. 1241년에 우구데이 칸이 사망한 뒤에는 거의 발언력을 잃었고, 실의에 빠져 살다 3년 뒤에 숨을 거두었다.
야율초재는 청빈을 미덕으로 준수하였으며, 그가 남긴 유산은 거문고와 책밖에 없었다고 전해진다. 시 짓는 것을 좋아하였으며 저서로 《잠연거사집》(湛然居士集)을 남겼다.
부인 양씨(梁氏)가 낳은 장남 야율현(耶律鉉)이 서른 전후로 요절하였기 때문에 정씨(鄭氏, 소씨蘇氏라는 설도 있다)가 낳은 막내아들 야율수(耶律鋳)가 그 뒤를 이었다. 훗날 야율수는 적자 야율희량(耶律希亮)과 함께 쿠빌라이 칸을 섬겨서 중서좌승상(中書左丞相)으로 누차 승진하였기 때문에 야율초재 역시 재평가되어 태사(太師)、상주국(上柱國)으로 추증되고 광녕왕(廣寧王)으로 추봉되어 문정(文正)이라는 시호가 붙여졌다.
야율초재는 거란어를 구사하고 거란 문자를 읽고 쓸 수 있는 마지막으로 기록된 인물이다.

## 야율초재의 실상

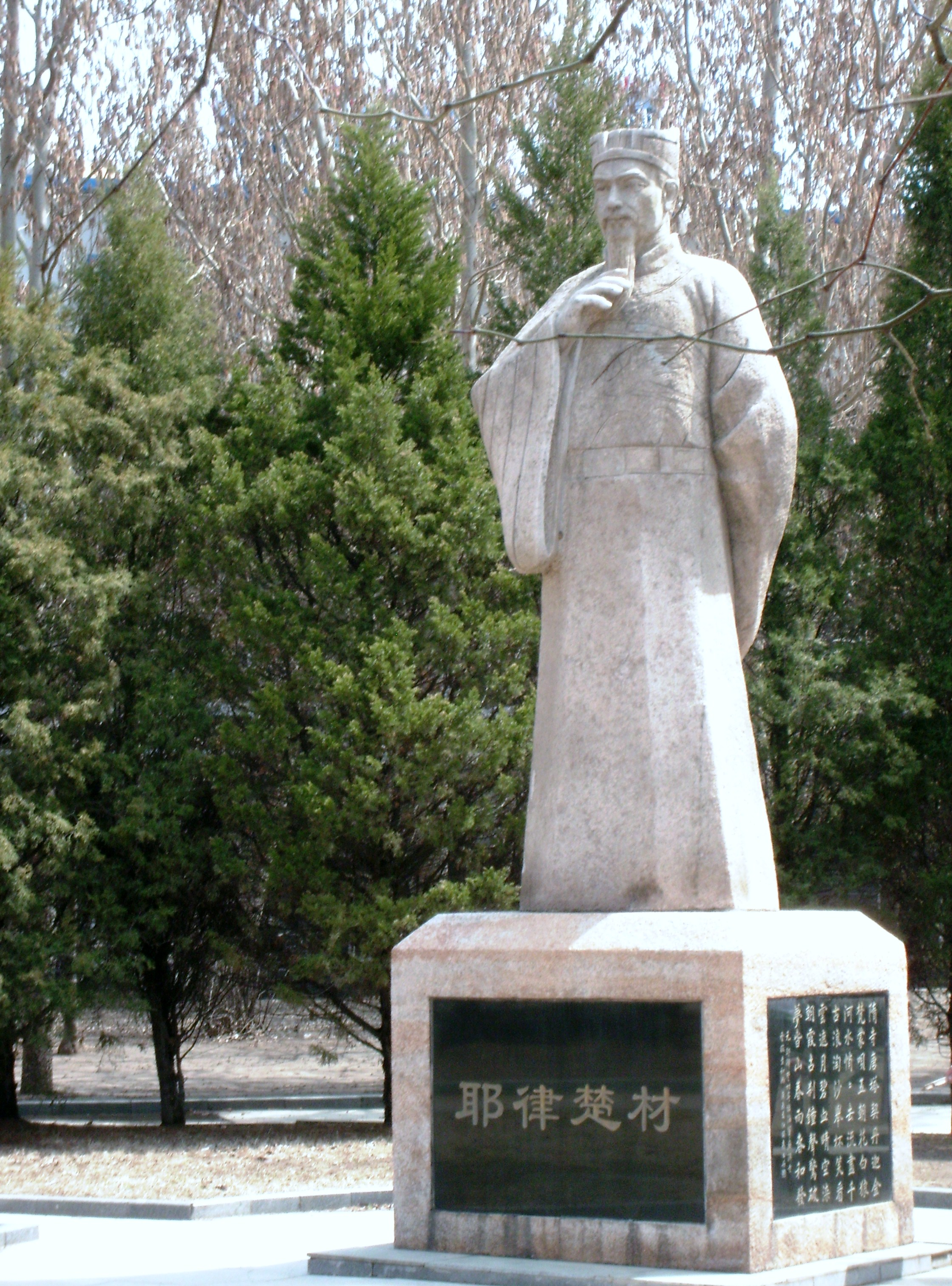
진저우 고탑공원(錦州古塔公園)에 세워져 있는 야율초재의 동상.

야율초재는 중국이나 일본에 있어서 예로부터 비상할 정도로 높은 평가를 받아왔다. 이는 몽골 제국의 최초기에 있어 미처 국가의 체제도 정해지지 않은 유목민의 연합정권이었던 몽골 제국에 중국의 문인관료를 대표하여 출사하였고 중국 통치의 실무 담당자로써 활동하였다는 그의 이력에 기인한다.
그러나 여기서 더 나아가 야율초재는 칭기즈 칸의 가장 신뢰할 만한 브레인이었다던가, 우구데이 칸의 시대에 대칸을 보좌하고 몽골 제국의 확대를 지탱한 명재상이었다고 보는 시각에는 약간의 문제가 있다. 이러한 시각에 대한 가장 근본적인 반론을 하자면, 칭기즈 칸의 중앙 아시아 정복으로 시작하는 몽골 제국의 역사를 기록한 총괄적인 역사책인 알라 웃 딘 아타 말릭 주베이니의 《세계정복자의 역사》나 라시드앗딘의 《집사》(集史), 그 밖에 와사프에 의한 저작 등, 주로 일 칸국을 중심으로 하는 이란 지역의 역사가들에 의해 저술된 페르시아어 역사서에 야율초재의 이름이 전혀 등장하지 않고, 동아시아의 중국에서 작성된 한문 사료에서밖에 그 이름이 등장하지 않는다는 것이다.
또한 종래 야율초재가 칭기즈 칸의 중앙아시아 원정에 수행하여 여러 가지 조언을 행하였다는 점에서 칭기즈 칸의 참모로써 활약했다고 보아왔다. 하지만 그 자체가 야율초재를 높이 평가하고 있는 《원사》 야율초재전(耶律楚材傳)에서 나온 것으로, 야율초재가 칭기즈 칸에 대해 천문 복점과 예언 이외의 일을 하였다는 것은 전하고 있지 않으며, 《원사》 이외의 중국 사료에서도 야율초재의 서기, 통역 이외의 업적이 일절 전하고 있지 않다. 야율초재 자신이 「나는 서기로 군국(軍國)의 의논에는 참예할 수 없다」고 인정하고 있기도 하다.
또한 야율초재를 몽골 제국의 재상으로 보는 것은 우구데이 정권기의 야율초재의 중국어 직함이 「중서령」(中書令, 「중서성의 장관」이라는 뜻)으로 기록되어 있는 것에 기인한다. 중서령은 당(唐) 왕조 이래로 최고위 재상직으로 몽골 제국에서도 훗날의 쿠빌라이 시대의 황태자 친킴(眞金)이 중서령에 취임하기도 한다. 하지만 정권의 한화(漢化)가 보다 진척되기 시작한 쿠빌라이 칸의 시대와는 달리 우구데이 칸의 시대에는 아직 중서성은 궁정에 딸린 서기(비치크치)의 문서 행정 처리 기관 정도의 역할에 지나지 않았고, 그 장관인 중서령이라고 한들 그 정도로까지 중요한 직책도 아니었다. 그것도 남송(南宋)으로부터 몽골 제국으로 보내진 사절들이 작성한 보고서에서 야율초재 등 한문 담당 서기가 작성한 칙령(勅令)도 위구르어 담당 서기였던 몽골 케레이트부 출신의 친하이(鎭海)가 수결하지 않으면 발효되지 않았다는 점도 분명히 밝혀져 있다.
따라서 중서령 야율초재는 실제로는 몽골 제국의 북중국(옛 금의 영토) 방면의 문서행정을 맡은 중국어 담당 서기의 리더였던 것으로 보인다. 그것도 당시의 북중국에서는 금 왕조 멸망 이후 혼란을 타고 대두하여 몽골 제국의 지배하에 들게 된 중국인 군벌(한인세후漢人世侯라 불리는)들이 재지 권력을 쥐고 또한 몽골 제국의 귀족들이 그들의 상급 영주로써 군림하고 있었으며, 그 안에서 야율초재의 권한은 매우 한정되어 있는 것이었다.
일본의 몽골사 학자인 스기야마 마사아키(杉山正明)는 그의 저서 《야율초재와 그의 시대》(耶律楚材とその時代, 1996년)에서 야율초재에 관한 비문이나 야율초재 자신이 써서 남긴 문장들을 분석해, 야율초재가 재상으로써 중국인들로부터 상찬받았던 것은 야율초재 자신이 그러한 허영을 즐기는 소인배였기 때문이라는 결론을 내렸으며, 야율초재의 인격마저도 부정하는 논평을 남겼다.
한편 중국계 일본인 진순신(陳舜臣)의 소설 『야율초재』(1994년)의 후기에서는 다음과 같이 기록하고 있다.
「이 작품에서 이용한 자료는 초재의 저작을 비롯하여 모두 한문 문헌이다. 몽골사는 한문뿐 아니라 페르시아 문헌도 참조해야 하지만, 이상하게도 주베이니나 라시드 등의 페르시아 문헌에는 야율초재의 이름은 전혀 나오지 않는다. 개중에는 그는 그 정도로 중요한 인물은 아니었다고 추측하는 사람도 있다. 그러나 그의 시문(詩文)을 읽어도, 예를 들어 아들인 수가 15세가 되었을 때에 준 시에 「송구하게도 그 지위가 인신(人臣)의 지극한 자리에 올라」라고 하고 있듯이, 그가 몽골 정권의 중추에 있었던 것은 틀림없다. 생각건대 그의 노력은 유불(儒佛)에 뿌리를 둔 문명과 인명을 대파괴로부터 지켜냈다는 점에 집중되어 있고, 전쟁을 잘 한 것도 아니고 세수 성적을 낸 것도 아니다. 이슬람 사가의 입장에서 초재에는 딱히 드러낼 만한 업적이 없었던 것이다.」
그럼에도 불구하고 피폐한 중국을 몽골식의 파괴로부터 지켜낸 일이나 약탈적인 수법을 세금 수입의 수단으로 해서 몽골 국가에 세금 수취에 의한 재정 제도를 정비하고 수탈을 극력 막았던 것은 민족 경제뿐 아니라 원(元)이라는 왕조의 성립 기반이 되어 국가의 성장에 크게 공헌하였다는 점은 틀림 없으며, 몽골 제국의 역사를 논하는 데에 있어서 빼놓을 수 없는 인물이기도 하다.

## 야율초재가 등장한 작품
- 《무인시대》(KBS, 2003년~2004년, 배우:이두섭)

## 참고 자료
- 이야기 세계사/김경묵 외/청아출판사